# Tuda
Tuda  è un nome proprio di persona berbero femminile, tipico del Marocco centrale e della Cabilia.

## Varianti
- Touda

## Origine e diffusione
Il nome deriva da uda il cui significato in lingua tamazight è basta, sufficiente.

## Il nome nelle arti
- Diana e la Tuda (1926) è una tragedia scritta da Luigi Pirandello.